# Lithostatischer Druck
Als lithostatischer Druck {\displaystyle p_{\text{l}}} rsp. {\displaystyle p_{\text{lith}}} (von alt-/neugriechisch: λίθος lithos [m.] – ‚Stein‘, ‚Gestein‘) wird in Geophysik, Geologie und Geotechnik jener Druck in der Lithosphäre (Erdkruste und Teil des Erdmantels) bezeichnet, den die darüber liegenden Gesteinsschichten durch ihr Gewicht ausüben.
Dieser spezifische Druck bildet ein isotropes Spannungsfeld.

## Definition
Bei konstanter Dichte gilt für den lithostatischen Druck:
{\displaystyle p_{\text{l}}(z)=p_{\text{lith}}(z)=\sigma (z)={\frac {|{\vec {F}}_{\perp }|}{A}}\ =z\cdot \rho \cdot g}
Bei veränderlicher Dichte gilt:
{\displaystyle p_{\text{l}}(z)=g\int _{0}^{z}\rho (z)\,\mathrm {d} z}
Verwendete Größen:
{\displaystyle p}: Druck
{\displaystyle z}: Tiefe
{\displaystyle \sigma }: mechanische Spannung
{\displaystyle {\vec {F}}}: Kraft
{\displaystyle A}: Flächeninhalt
{\displaystyle \rho }: Dichte des Gesteins
{\displaystyle g}: Schwerebeschleunigung.
Während der hydrostatische Druck mit zunehmender Wassertiefe alle 10 m um 1 bar steigt, beträgt die Zunahme in Gesteinsschichten etwa das 3-Fache. Die genauen Verhältnisse hängen vor allem von der Gesteinsdichte ab, die in der Erdkruste zwischen 2 und 3,3 g/cm³ liegt (Sedimente etwa 2 g/cm³, Granite und Kalkstein 2,7 g/cm³ und Gabbro 3,3 g/cm³).
Im oberen Erdmantel sind die Gesteine abermals kompakter (bspw.: Olivin 3,3 bis 4 g/cm³, unter sehr hohem Druck sogar 5 g/cm³). Daher zählt die genaue Berechnung von inneren Drücken zu den schwierigsten Aufgaben für die Seismologie und Angewandte Geophysik.
Am Übergang zwischen oberem und unterem Erdmantel – in etwa 700 km Tiefe – beträgt der Druck etwa 25 GPa, was dem 250.000-fachen Luftdruck entspricht.